# Yvonne Mitchell
Yvonne Mitchell, właśc. Yvonne Frances Joseph (ur. 7 lipca 1915 w Londynie, zm. 24 marca 1979 tamże) – brytyjska aktorka filmowa, teatralna i telewizyjna. 

## Życiorys
Urodziła się w rodzinie pochodzenia żydowskiego. W 1946 oficjalnie zmieniła swoje nazwisko rodowe na Mitchell. Zadebiutowała na dużym ekranie rolą w Damie pikowej (1949) Thorolda Dickinsona, będąc już wtedy doświadczoną aktorką teatralną. W ciągu swej kariery wystąpiła w blisko 40 filmach i serialach telewizyjnych.
Zdobyła Nagrodę BAFTA dla najlepszej aktorki pierwszoplanowej za rolę w filmie The Divided Heart (1954) Charlesa Crichtona. Laureatka Srebrnego Niedźwiedzia dla najlepszej aktorki na 7. MFF w Berlinie za kreację w obrazie Kobieta w szlafroku (1957) J. Lee Thompsona.